# 艾倫瑟斯 (堪薩斯州)
艾倫瑟斯（英語：Alanthus）是位於美國堪薩斯州戈夫縣的一個鬼鎮。

## 歷史
艾倫瑟斯的郵政局於1887年設立，直到1917年結束營運。